# Большой Ермучаш
Большой Ермучаш (горномар. Кого Йӓнчӓш) — деревня в Килемарском районе Республики Марий Эл. Входит в состав Юксарского сельского поселения.

## География
Находится в западной части республики Марий Эл на расстоянии приблизительно 48 км по прямой на юг-юго-восток от районного центра посёлка Килемары.

## История
Образована в 1930-е годы в результате разделения деревни Ермучаш. В 1938 году в деревне в 73 дворах проживали 275 человек. В советское время работали колхозы «Путь Ленина», имени Пушкина и совхоз «Ардинский».

## Население
Население составляло 125 человек (мари 95 %) в 2002 году, 102 в 2010.